# Marko Babić (labdarúgó)
Marko Babić (Eszék, 1981. január 28. –) horvát válogatott labdarúgó.
A horvát válogatott tagjaként részt vett a 2004-es Európa-bajnokságon és a 2006-os világbajnokságon.

## Sikerei, díjai
NK Osijek
- Horvát kupagyőztes (1): 1998–99

Bayer Leverkusen
- Német bajnoki ezüstérmes (1): 2001–02
- Német kupadöntős (1): 2001–02
- Bajnokok ligája döntős (1): 2001–02